# Općina Vrhnika
Općina Vrhnika (slo.: Občina Vrhnika) je općina u središnjoj Sloveniji u pokrajini Notranjskoj i statističkoj regiji Središnja Slovenija. Središte općine je grad Vrhnika sa 7520 stanovnika. 

## Zemljopis
Općina Vrhnika nalazi se u središnjem djelu Slovenije. Općina se nalazi u izvorišnom dijelu rijeke Ljubljanice. Zapadni dio općine je brdsko planinski, dok se istočni spušta u Ljubljansko barje.
U općini vlada umjereno kontinentalna klima. Najvažniji je vodotok u općini rijeka Ljubljanica, a svi manji vodotoci njezini su pritoci.

## Naselja u općini
Bevke, Bistra, Blatna Brezovica, Drenov Grič, Jamnik, Jerinov Grič, Lesno Brdo, Mala Ligojna, Marinčev Grič, Mirke, Mizni Dol, Padež, Podlipa, Pokojišče, Prezid, Sinja Gorica, Smrečje, Stara Vrhnika, Strmica, Trčkov Grič, Velika Ligojna, Verd, Vrhnika, Zaplana, Zavrh pri Borovnici.

## Vanjske poveznice
- Službena stranica općine